# Béost
Béost è un comune francese di 219 abitanti situato nel dipartimento dei Pirenei Atlantici nella regione della Nuova Aquitania.
Il territorio del comune è bagnato dalla gave d'Ossau.

## Società

### Evoluzione demografica
Abitanti censiti

## Galleria fotografica di Béost

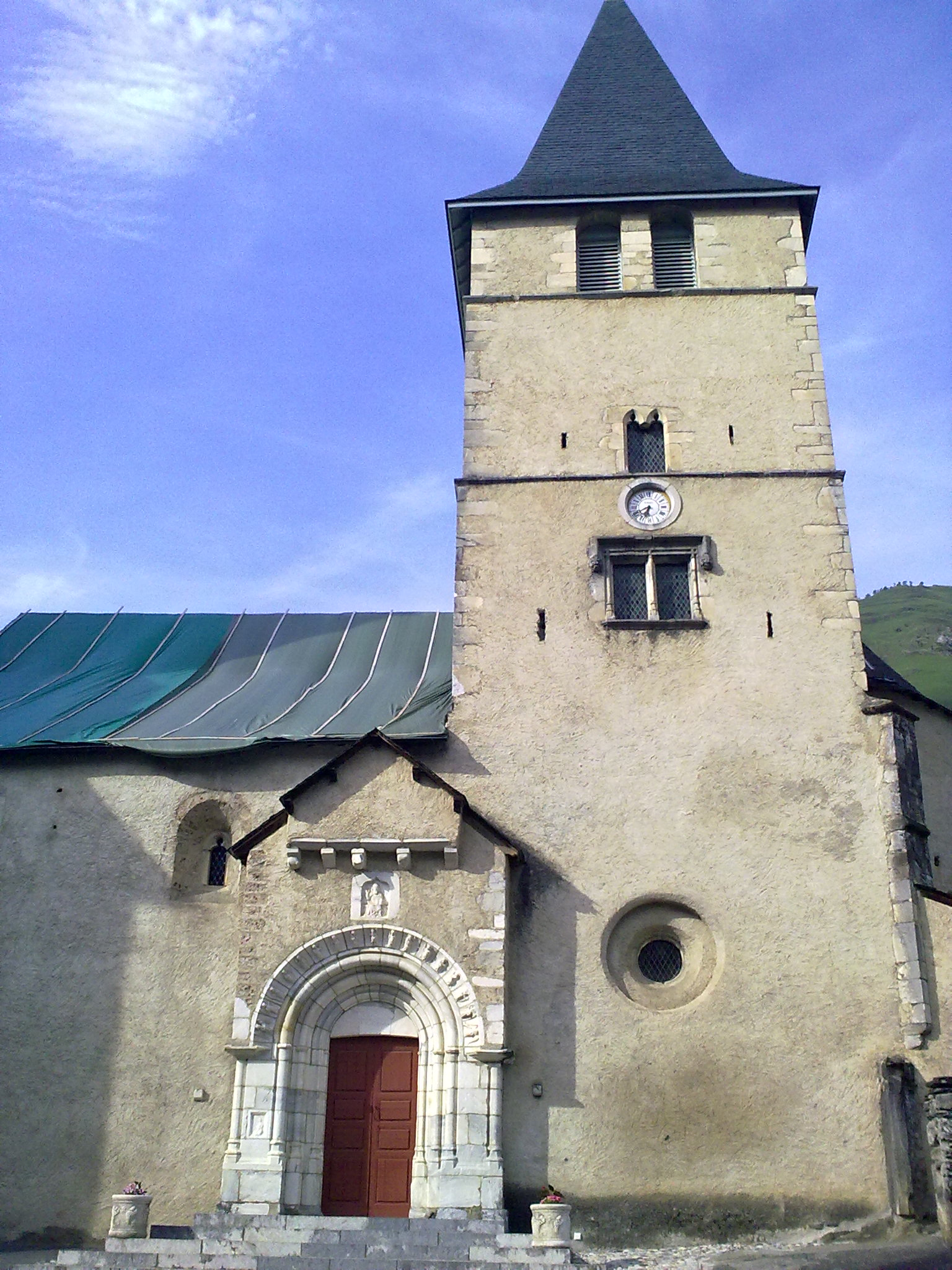
La chiesa di san Giacomo a Béost
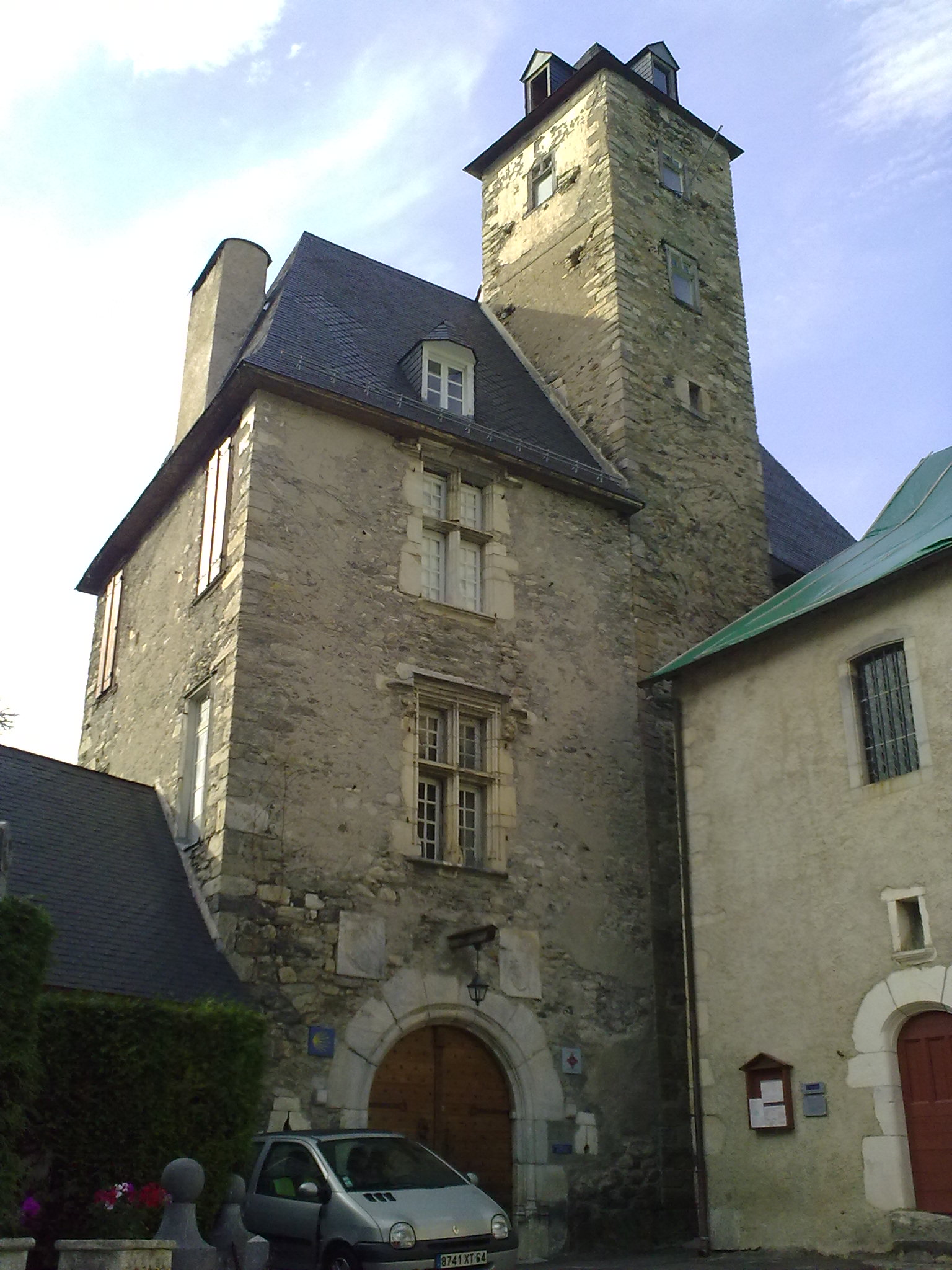
L'Abbazia di Béost
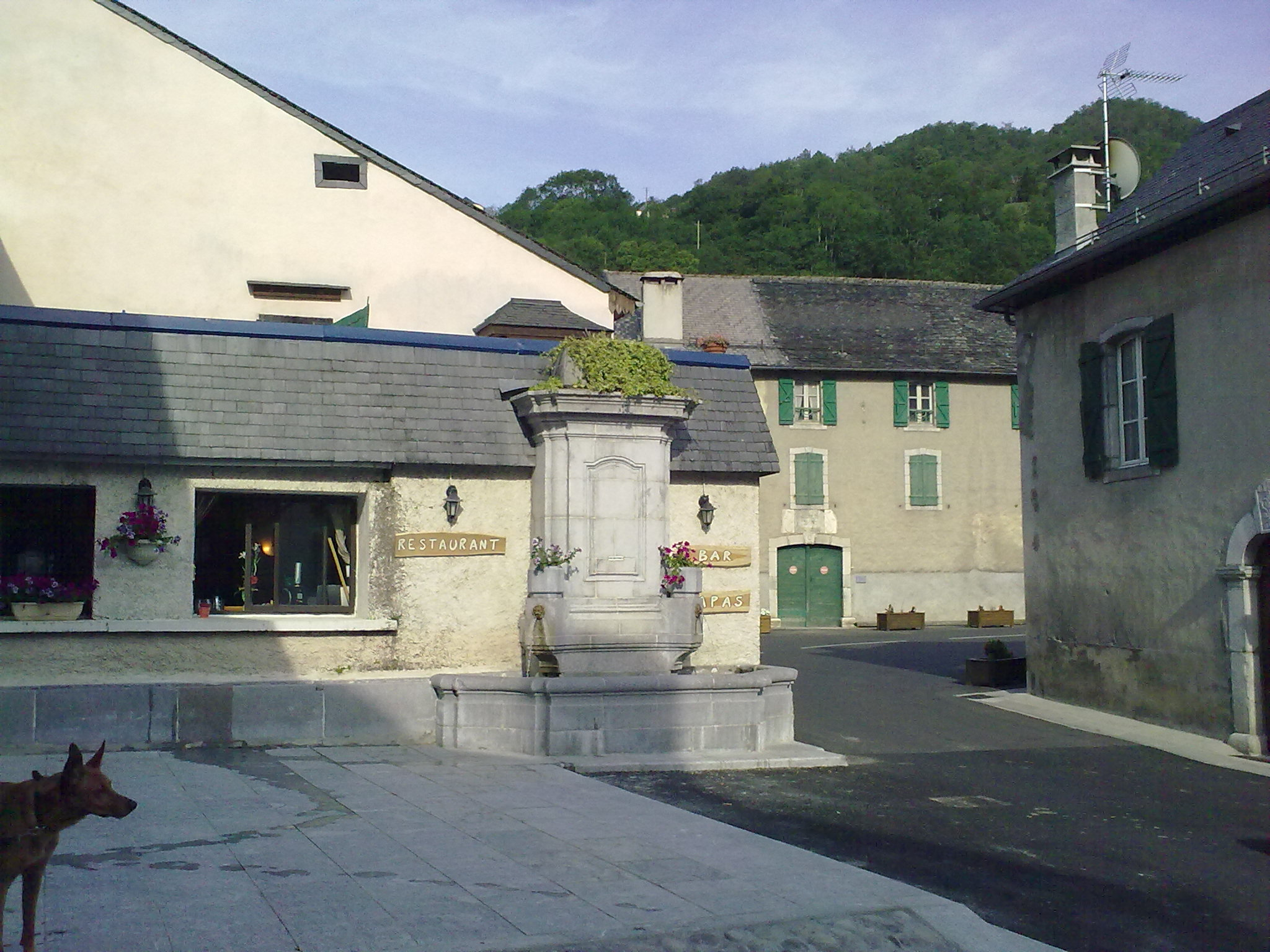
Fontana nel centro di Béost